# Junky Star
Junky star è il terzo album del cantante country rock statunitense Ryan Bingham, realizzato insieme al suo gruppo "The Dead Horses". Il disco è stato pubblicato il 31 agosto 2010 dalla Lost Highway Records e prodotto da T-Bone Burnett.

## Il disco
In questo album c'è una sferzata rock, oltre alla sua solita vena root, anche se la rivista Rolling Stone lo definisce più cinematografico che credibile, con la sua voce aspra ed i suoi titoli melodrammatici.
La versione venduta in Europa contiene come bonus track "The Weary kind", brano vincitore nel 2010 del Premio Oscar come Miglior canzone.

## Tracce
1. The Poet – 4:57
2. The Wandering – 3:08
3. Strange Feelin' In the Air – 4:45
4. Junky Star – 4:49
5. Depression – 4:53
6. Hallelujah – 5:00
7. Yesterday's Blues – 4:14
8. Direction of the Wind – 4:29
9. Lay My Head On the Rail – 3:01
10. Hard Worn Trail – 3:55
11. Self-Righteous Wall – 5:18
12. All Choked Up Again - 6:13

Bonus Track :The Weary kind -4:18

## Musicisti
- Ryan Bingham - Voce, Chitarra
- Matthew Smith - Batteria, Percussioni
- Elijah Ford - Basso
- Corby Schaub - Chitarra, Mandolino